# Omafiets

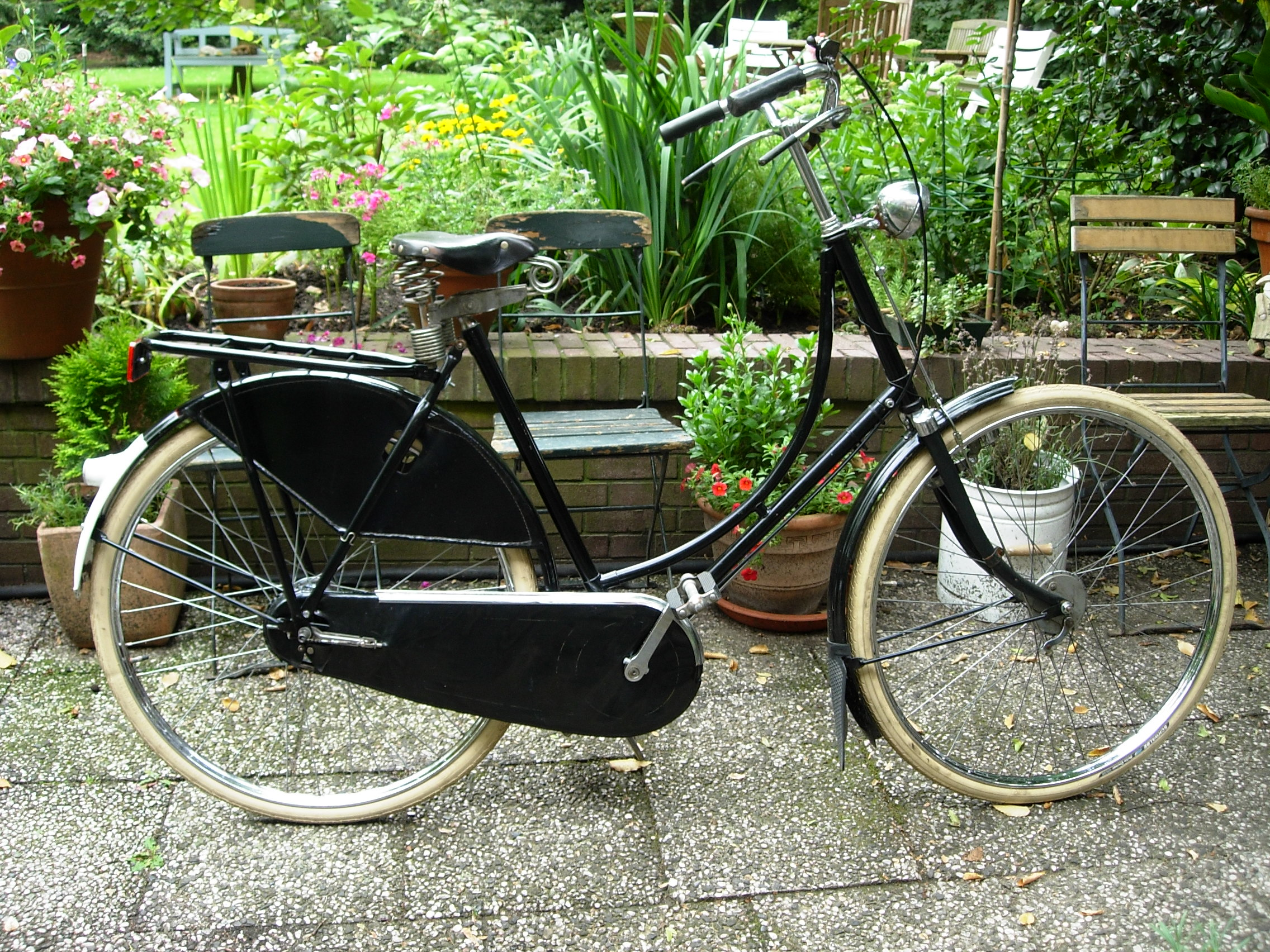
Omafiets uit 1954 in luxe uitvoering met trommelremmen en naafversnelling

Een omafiets of opoefiets is een bepaalde eenvoudige damesfiets. 
Hoewel de omafiets weleens als oer-Hollands wordt gezien, gaat het in werkelijkheid om een 19e-eeuws ontwerp dat buiten Nederland tot stand kwam. Kenmerkend aan het fietsframe is de makkelijke instap. Daartoe is het frame voorzien van een rechte onderbuis en een enkelvoudig omhoog gebogen bovenbuis. Ongeveer in het midden zijn die framebuizen ter versteviging met elkaar verbonden, vaak met een buisje (een zogeheten mannetje). Framebouwers spreken over het frame van een damesbocht.
De omafiets is een fiets die traditioneel niet tot nauwelijks werd gewijzigd, ook op het gebied van technische verbeteringen. Het gaat daarin om een zwarte toerfiets met een rechtop fietshouding voor de berijder. De fiets heeft bandenmaat 40-635, een kettingkast van lakdoek en ondoorzichtige jasbeschermers. Verder heeft hij meestal een terugtraprem en geen versnellingsmechaniek. Bij jongeren is de omafiets thans populair vanwege het stoere en nostalgische uiterlijk. Sindsdien wordt de fiets ook onder meer met opvallende kleuren gezien.
De naam omafiets is pas in de jaren 70 van de 20e eeuw in gebruik gekomen en is een verwijzing naar het ouderwetse uiterlijk — vergelijkbaar met de standaard damesfiets van rond 1950. Het verouderde woord opoe voor oma draagt nog bij aan die verwijzing. Met een opafiets wordt een herenfiets van klassiek model bedoeld.